# Långasjön (Gunnarps socken, Halland)
Långasjön är en sjö i Falkenbergs kommun i Halland och ingår i Ätrans huvudavrinningsområde. Sjön är 14,8 meter djup, har en yta på 0,163 kvadratkilometer och befinner sig 129,2 meter över havet.

## Delavrinningsområde
Långasjön ingår i det delavrinningsområde (633385-132359) som SMHI kallar för Ovan Stampån. Medelhöjden är 129 meter över havet och ytan är 9,88 kvadratkilometer. Räknas de 95 avrinningsområdena uppströms in blir den ackumulerade arean 2 437,18 kvadratkilometer. Avrinningsområdets utflöde Ätran mynnar i havet. Avrinningsområdet består mestadels av skog (79 %) och jordbruk (10 %). Avrinningsområdet har 0,52 kvadratkilometer vattenytor vilket ger det en sjöprocent på 5,3 %.